# Léo Itaperuna
Leonardo de Oliveira Clemente ou Léo Itaperuna, né le 12 avril 1989 à Itaperuna au Brésil est un footballeur brésilien qui joue au poste d'attaquant.

## Palmarès
Léo Itaperuna est finaliste de la Coupe de Suisse en 2017 avec le FC Sion.